# 美国圣公会差会
美国圣公会差会（American Protestant Episcopal Mission）是美国圣公会的海外传教机构。

## 美国圣公会中国差会
1820年，美国圣公会差会成立。目前美国圣公会的信徒还分布在美国以外的中南美洲、加勒比海、台湾和欧洲等地。
1835年，美国圣公会决定到中国传教，骆武（Henry Lockwood）和 Francis R. Hanson 无法留在广州，改去爪哇的雅加达。1841年文惠廉到澳门，1842年迁到厦门，不久被任命为中国主教，1845年7月17日，到达上海，在那里建立总部，并建立了学校和医院。施约瑟博士曾经翻译圣经，担任主教时，创办了上海圣约翰大学。美国圣公会主要在中国中部长江流域传教，后来在汉口和安庆另外成立了两个教区，在汉口对面的武昌开办了文华大学。1890年，美国圣公会在中国建立了43个教堂，大约500名领圣餐的信徒。1912年，美国圣公会在中国建立的教会加入中華聖公會。